# 石刻“龙头”
石刻“龙头”，位于中国广东省韶关市乳源县乳城镇东郊6公里云门寺内，为乳源县文物保护单位，类型为石窟寺及石刻，公布时间为1960年12月26日。
石刻“龙头”的历史年代为南汉。